# Lene Maria Christensen
Lene Maria Christensen (født 10. april 1972) er en dansk skuespillerinde. Hun er datter af møbelpolstrer Jørgen Christensen og kassedame Solveig Edel Christensen.
Hun er kendt for roller i både tv og film, bl.a. i serierne Hotellet, Forsvar og Arvingerne.

## Karriere
Lene Maria Christensen kom på Statens Teaterskole i 1995, blev færdiguddannet som skuespiller i 1999 og debuterede samme år på Det Danske Teater i 'Skærmydsler'. Hun fik sit gennembrud som Constanze i 'Amadeus' på Østre Gasværk i 2001.
Ved bodiluddelingen i 2023 modtog Lene Maria Christensen en bodil for bedste kvindelige birolle for sin rolle i Rose.

## Privatliv
Lene Maria Christensen blev den 17. september 1995 gift med billedbehandler Anders Bach Petersen.

## Filmografi

### Film
| År   | Film                               | Rolle                | Noter                                        |  |
| ---- | ---------------------------------- | -------------------- | -------------------------------------------- |  |
| 2001 | Min søsters børn                   | Discopige            |                                              |  |
| 2002 | Halalabad Blues                    | Linda                |                                              |  |
| 2003 | Se til venstre, der er en svensker | Katja                |                                              |  |
| 2003 | Møgunger                           | Postbud              |                                              |  |
| 2004 | Brødre                             | Jeanette             |                                              |  |
| 2005 | Store planer                       | Bettina              |                                              |  |
| 2005 | Nynne                              | Beate                |                                              |  |
| 2006 | Offscreen                          | Sig selv             |                                              |  |
| 2006 | Fidibus                            | Sabrina "Saby"       |                                              |  |
| 2007 | Guldhornene                        | Gudinden Ydun        |                                              |  |
| 2008 | Frygtelig lykkelig                 | Ingerlise Buhl       | Robertprisen for årets kvindelige hovedrolle |  |
| 2010 | Grusomme Mig                       | Frk. Hattie          | Stemme                                       |  |
| 2011 | En familie                         | Ditte                |                                              |  |
| 2012 | Sover Dolly på ryggen?             | Anne Rasmussen       |                                              |  |
| 2012 | Marie Krøyer                       | Anna Norrie          |                                              |  |
| 2013 | Nordvest                           | Olivia               |                                              |  |
| 2014 | Kartellet                          | Rikke Halbo          |                                              |  |
| 2015 | Sommeren '92                       | Jonna Møller Nielsen |                                              |  |
| 2017 | Dræberne fra Nibe                  | Ingrid               |                                              |  |
| 2017 | Den bedste mand                    | Hanne Hansen         |                                              |  |
| 2019 | Undtagelsen                        | Camilla              |                                              |  |
| 2022 | Rose                               | Ellen                | Robertprisen for årets kvindelige birolle    |  |
| 2025 | Honey                              | Honey's mor          |                                              |  |

### Tv-serier
| År        | Tv-serie       | Rolle                    | Noter                                       |
| --------- | -------------- | ------------------------ | ------------------------------------------- |
| 2000-2001 | Hotellet       | Louise Jacobsen          |                                             |
| 2003-2004 | Forsvar        | Katrine Lindemark        |                                             |
| 2005      | Jul i Valhal   | Gudinden Ydun            | Julekalender                                |
| 2009      | Lulu & Leon    | Lulu                     |                                             |
| 2012      | Julestjerner   | Bobs mor                 |                                             |
| 2013      | Dicte          | Ida Marie                |                                             |
| 2014      | Arvingerne     | Solveig Riis Grønnegaard | Robert-pris for årets kvindelige birolle    |
| 2015      | Arvingerne II  | Solveig Riis Grønnegaard | Robert-pris for årets kvindelige birolle    |
| 2017      | Arvingerne III | Solveig Riis Grønnegaard |                                             |
| 2019      | Fred til lands | Bibi                     |                                             |
| 2022      | Orkestret      | Lene                     | Medvirker i Sæson 2 fra 2024[kilde mangler] |
| 2025      | Danefæ         | Ester Toksvig            |                                             |

## Priser
- Ove Sprogøe Prisen, 2008
- Robert-Prisen, Årets kvindelige hovedrolle for Frygtelig lykkelig, 2009
- Bodilprisen, Bedste kvindelige hovedrolle for Frygtelig lykkelig, 2009
- Lauritzen-prisen, 2011
- Bodilprisen, Bedste kvindelige hovedrolle for En familie, 2012
- Robert-Prisen, Årets kvindelige birolle – tv-serie for Arvingerne, 2015
- Robert-Prisen, Årets kvindelige birolle – tv-serie for Arvingerne II, 2016
- Robert-Prisen, Årets kvindelige hovedrolle - tv-serie for Arvingerne III, 2018
- Robert-Prisen, Årets kvindelige birolle for Rose, 2023